# PikeOS
PikeOS je operační systém pracující v reálném čase pro bezpečnostně kritické aplikace, založený na mikrojádře. PikeOS je používaný převážně v embedded systémech s vyššími nároky na spolehlivost, funkční bezpečnost či ochranu dat. PikeOS poskytuje naprosto nezávislé „přihrádky“ systémových zdrojů. V těch mohou pracovat na jediném procesoru aplikace či celé operační systémy s různými úkoly, požadavky na bezpečnost či časovou odezvu, aniž by se vzájemně ovlivňovaly. Pro bezpečnostně a bezpečnostně kritické aplikace reálného času v systémech založených na řadiči bez jednotky správy paměti (MMU), ale s jednotkou ochrany paměti (MPU) je k dispozici systém PikeOS for MPU. Oddělovací jádro PikeOS verze 5.1.3 je certifikováno podle bezpečnostního standardu Common Criteria na úrovni EAL5+. Systém PikeOS byl historicky založen na mikrojádře L4.
Mají-li na jednom procesoru společně koexistovat programy s různými požadavky na spolehlivost, musí pod nimi běžící operační systém zajistit, aby zůstaly zcela nezávislé. Rozdělení systémových zdrojů (resource partitioning) je široce akceptovaná technika, jak toho docílit. PikeOS kombinuje rozdělení systémových zdrojů s virtualizací. Jeho virtuální procesory (přihrádky) mohou hostit od jednoduchých programů, přes prostředí pro běh proveditelného kódu (runtime environment) až po celé operační systémy. Hostující operační systémy, jako např. Linux musí být přizpůsobeny rozhraní PikeOS. Aplikační software však zůstává nezměněn.
Každá přihrádka má svou oddělenou sadu systémových prostředků, tudíž v ní běžící programy jsou nezávislé na ostatních aplikacích. Tak je umožněna koexistence neznámého kódu s bezpečnostně kritickými programy na jednom počítači. Na rozdíl od jiných populárních virtuálních strojů (virtual machine, VM) PikeOS rozděluje nejen prostorové zdroje, ale také striktně odděluje časové prostředky jednotlivých hostujících systémů. Virtualizovat tedy lze i programy s vysokými požadavky na práci v reálném čase při zachování jejich vlastností. PikeOS má patentovaný plánovač.
Časové a paměťové prostředky jsou staticky alokovány jednotlivým přihrádkám přes systémový software PikeOS. Tento software společně s mikrokernelem tvoří důvěryhodný kód.
Díky malému množství důvěryhodného kódu a modulárnímu designu lze PikeOS využít zejména v bezpečnostně kritických projektech vyžadujících certifikaci podle některého z průmyslových standardů. Známým příkladem je Airbus A350 Integrated Modular Avionics jednotka či výklopný zavazadlový prostor Airbus A400M.

## Certifikační normy
PikeOS je certifikován podle následujících norem:
- IEC 61508
- DO-178B
- EN 50128
- ISO 26262
- IEC 62304

## Programovací rozhranía prostředí pro běh proveditelného kódu
Pro PikeOS jsou k dispozici následující prostředí, API a operační systémy
- PikeOS native interface
- ARINC 653 APEX
- POSIX PSE51
- Linux
- Android[6][7]
- Coqos[8] including AUTOSAR
- Real-time Java
- Ada
- RTEMS

## Podporovaný Hardware
PikeOS běží na procesorech architektur PowerPC, x86, ARM, MIPS, SPARC a SuperH. Pro striktní rozdělení systémových zdrojů používá PikeOS Memory Management Unit nebo Memory Protection Unit. Procesory bez těchto jednotek nelze v PikeOS podporovat.
Od verze 3.1 podporuje PikeOS vícejádrové procesory.

## End of Life přehled
| Produkt | Product Verze  | Spojené CODEO Verze | Spojené ELinOS Verze | EOL                |
| ------- | -------------- | ------------------- | -------------------- | ------------------ |
| PikeOS  | 3.4 (non cert) | 5.0, 6.0, 6.1, 6.2  | 5.2                  | od té doby 12/2017 |
| PikeOS  | 3.4 (cert)     | 5.0, 6.0, 6.1, 6.2  | 5.2                  | LTS on x86         |
| PikeOS  | 3.5            | 5.0, 6.0, 6.1, 6.2  | 6.0, 6.1             | od té doby 12/2017 |
| PikeOS  | 4.0            | 6.0, 6.1, 6.2       | 6.0, 6.1             | od té doby 06/2019 |
| PikeOS  | 4.1            | 6.1, 6.2            | 6.1                  | od té doby 04/2021 |
| PikeOS  | 4.2 (non cert) | 6.2                 | 6.2                  | Kandidát           |
| PikeOS  | 4.2 (cert)     | 6.2                 | 6.2                  | Proud              |
| PikeOS  | 5.0 (non cert) | 7.0, 7.1            | 7.0                  | Proud              |
| PikeOS  | 5.0 (cert)     | 7.0, 7.1            | 7.0                  | Proud              |
| PikeOS  | 5.1 (non cert) | 7.1                 | 7.0                  | Proud              |
| PikeOS  | 5.1 (cert)     | 7.1                 | 7.0                  | Proud              |